# Prix Ahmadou-Kourouma
Pour les articles homonymes, voir Kourouma.
 (septembre 2016).
Le prix Ahmadou-Kourouma est un prix littéraire suisse créé en 2004, décerné annuellement par le Salon international du livre et de la presse de Genève. 
Ce prix, portant le nom de l'écrivain ivoirien Ahmadou Kourouma, récompense un ouvrage de fiction ou un essai consacré à l'Afrique subsaharienne.
Le jury, placé sous la présidence du professeur Jacques Chevrier, comprend en outre : Catherine Morand, journaliste suisse, l’écrivain franco-congolais Boniface Mongo-Mboussa, Christine Lequellec-Cottier, enseignante de littérature à l'université de Lausanne, l'auteur d'origine tchadienne Noël Nétonon Ndjékéry, le professeur Romuald Fonkoua, directeur du Centre international d'études francophones (CIEF) à l'université Paris-Sorbonne (Paris IV), et Isabelle Rüf, critique littéraire.

## Liste des lauréats
| Année |  | Auteur                             | Ouvrage                                                        | Éditeur (xe fois)                    | Région/Pays         | Notes |
| ----- |  | ---------------------------------- | -------------------------------------------------------------- | ------------------------------------ | ------------------- | ----- |
| 2004  |  | Esther Mujawayo et Souâd Belhaddad | Survivantes. Rwanda, dix ans après le génocide                 | éditions de l'Aube                   | Rwanda              |       |
| 2005  |  | Tanella Boni                       | Matins de couvre-feu                                           | Le Serpent à plumes                  | Côte d'Ivoire       |       |
| 2006  |  | Koffi Kwahulé                      | Babyface                                                       | éditions Gallimard                   | Côte d'Ivoire       |       |
| 2007  |  | Sami Tchak                         | Le Paradis des chiots                                          | Mercure de France                    | Togo                |       |
| 2008  |  | Nimrod                             | le Bal des princes                                             | Actes Sud                            | Tchad               |       |
| 2009  |  | Kossi Efoui                        | Solo d'un revenant                                             | éditions du Seuil                    | Togo                |       |
| 2010  |  | Florent Couao-Zotti                | Si la cour du mouton est sale, ce n’est pas au porc de le dire | Le Serpent à plumes                  | Bénin               |       |
| 2011  |  | Emmanuel Dongala                   | Photo de groupe au bord du fleuve                              | Actes Sud                            | République du Congo |       |
| 2012  |  | Scholastique Mukasonga             | Notre-Dame du Nil                                              | éditions Gallimard                   | Rwanda              |       |
| 2013  |  | Tierno Monénembo                   | Le Terroriste noir                                             | Seuil                                | Guinée              |       |
| 2014  |  | Mutt-Lon                           | Ceux qui sortent dans la nuit                                  | éditions Grasset                     | Cameroun            |       |
| 2015  |  | Mohamed Mbougar Sarr               | Terre ceinte                                                   | Présence africaine                   | Sénégal             |       |
| 2016  |  | Mbarek Ould Beyrouk                | Le Tambour des larmes                                          | éditions Elyzad                      | Mauritanie          |       |
| 2017  |  | Max Lobe                           | Confidences                                                    | éditions Zoé                         | Cameroun            |       |
| 2018  |  | Wilfried N'Sondé                   | Un océan, deux mers, trois continents                          | Actes Sud                            | République du Congo |       |
| 2019  |  | David Diop                         | Frère d'âme                                                    | Éditions du Seuil                    | France              |       |
| 2020  |  | Hemley Boum                        | Les jours viennent et passent                                  | Gallimard                            | Cameroun            |       |
| 2021  |  | Blaise Ndala                       | Dans le ventre du Congo                                        | Mémoire d'encrier, Editions du Seuil | République du Congo |       |
| 2022  |  | Osvalde Lewat                      | Les aquatiques                                                 | Éditions Les Escales                 | Cameroun            |       |
| 2023  |  | Beata Umubyeyi Mairesse            | Consolée                                                       | Editions Autrement                   | Rwanda              |       |
| 2024  |  | Bessora                            | Vous, les ancêtres                                             | Éditions J-C Lattès                  | Gabon               |       |